# Nexon-Les Cars-Granit
Der Nexon-Les Cars-Granit hat sich im Verlauf des Oberkarbons innerhalb der Oberen Gneisdecke des nordwestlichen Massif Central abgesondert.

## Geographie

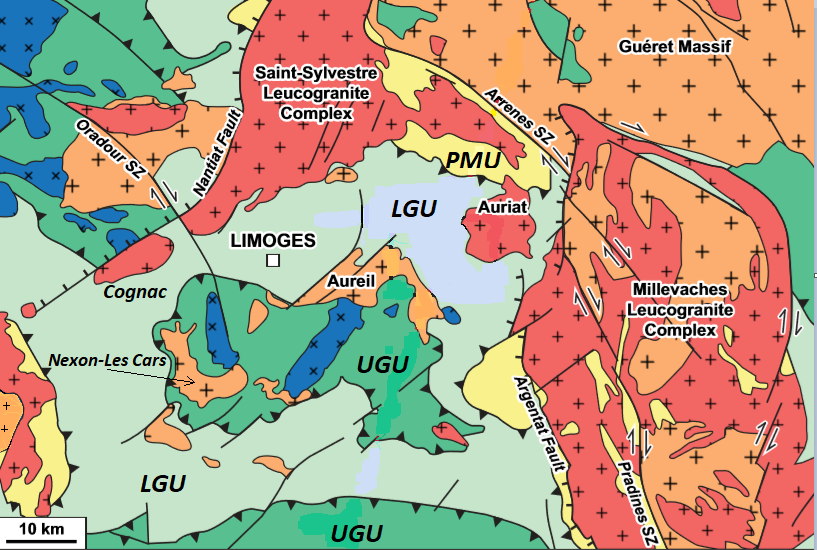
Geologische Karte des Limousins nach Lardeaux u. a. (2014). Der Nexon-Les Cars-Granit befindet sich in der Oberen Gneisdecke (UGU).

Das Massiv des Nexon-les Cars-Granits bildet in etwa eine L-förmige Anordnung, die in Südsüdost-Richtung 13,5 Kilometer und in Ostnordost-Richtung 10 Kilometer misst. Die maximale Breite der beiden Äste ist gut 4 Kilometer. Abgesetzt von diesem Hauptstock, der sich im Gebiet der Gemeinden Les Cars, Rilhac-Lastours, Saint-Hilaire-les-Places und Nexon befindet, setzt sich eine weitaus schmälere, im Aufschlussbild sehr unregelmäßig und gefältelt wirkende Apophyse über Vicq-sur-Breuilh weiter nach Osten fort. Ihre Länge erstreckt sich über knapp 14 Kilometer. Auch sie ist in etwa L-förmig angeordnet mit einem 5,5 Kilometer langen Nordwest-Ast und einen 10 Kilometer langen Ostnordost-Abschnitt. Letzterer ist aber an seinem östlichen Ende nicht mehr zusammenhängend, sondern in zahlreiche Einzelstöcke aufgelöst. Eine weitere kleinere Apophyse mit deren hektometrischen Abspaltungen erscheint bei Saint-Maurice-les-Brousses. Auch die zahlreichen Apophysen um den kleinen Stock von Pierre-Buffière sind der subalkalischen Leukogranitfazies des Nexon-Les Cars-Granits anzurechnen.
Höchster topographischer Punkt des Granitmassivs ist der auf 544 Meter Höhe gelegene Sendemast südlich von Les Cars. Der niedrigste Punkt mit zirka 260 Meter befindet sich an der Briance bei Pierre-Buffière. Im Hauptmassiv liegt der niedrigste Punkt auf rund 290 Meter Höhe im Tal des Arthonnet westlich von Saint-Martin-le-Vieux.

## Geologie

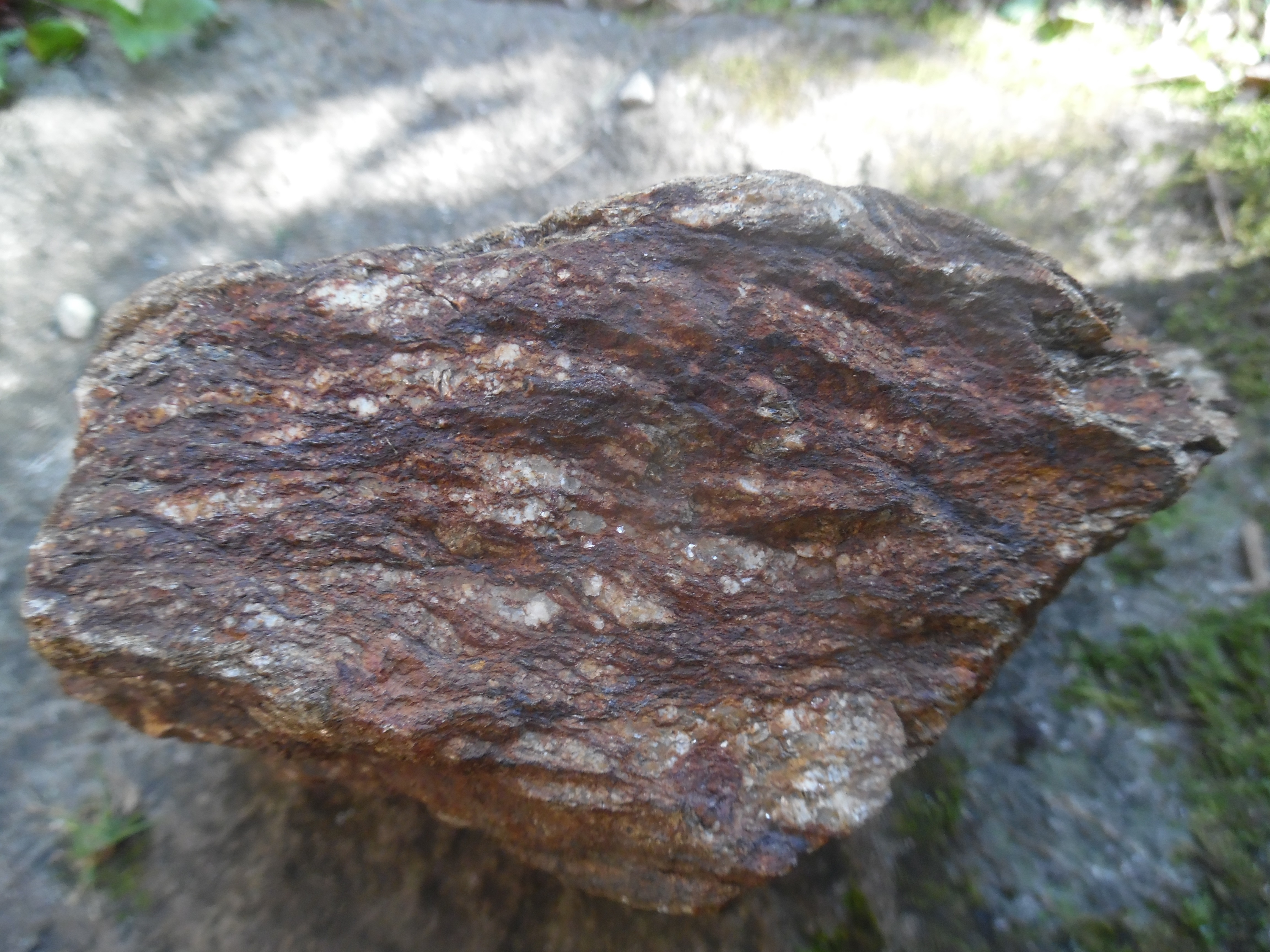
Plagioklas führender Paragneis von Le Jalinier bei Nexon

Der Nexon-Les Cars-Granit ist vorwiegend in hochmetamorphe Paragneise und Leptynitgneise der Oberen Gneisdecke eingedrungen. Diese Gneise werden zur Briance-Einheit gestellt. Sie streichen vorwiegend Nordwest-Südost bis Nord und zeigen ein Einfallen von 30 bis 60 Grad nach Nordost bzw. Ost. An Scherzonen kann sich ihre Foliation vertikalisieren und in die Nordost-Richtung drehen.
Der Granit nimmt meist die Form von Stöcken an, welche die Muttergesteine durchschlagen, er kann aber auch als Gänge und Lagergänge ausgebildet sein. In den Muttergesteinen ist gelegentlich eine schwache Kontaktmetamorphose zu erkennen (Neubildung von Glimmern und Andalusit). Ferner steht der Granit in Kontakt mit benachbarten Quarzdioriten wie dem Aixette-Nexon-Quarzdiorit und dem Saint-Jean-de-Ligoure-Quarzdiorit.
Der Nexon-Les Cars-Granit besitzt eine enge genetische Assoziation mit dem weiter südlich auftretenden Saint-Nicolas-de-Courbefy-Granit und dessen südöstlichen Apophysen. Dieser Granitzug ist jedoch in der Unteren Gneisdecke aufgedrungen.

## Petrologie

### Fazies
Der Nexon-Les Cars-Granit ist in mehrere petrologische Fazies differenziert, darunter:
- ein leukokrater Monzogranit als Hauptfazies
- ein subalkalischer Leukogranit
- ein alkalischer Leukogranit.

#### Leukokrater Monzogranit

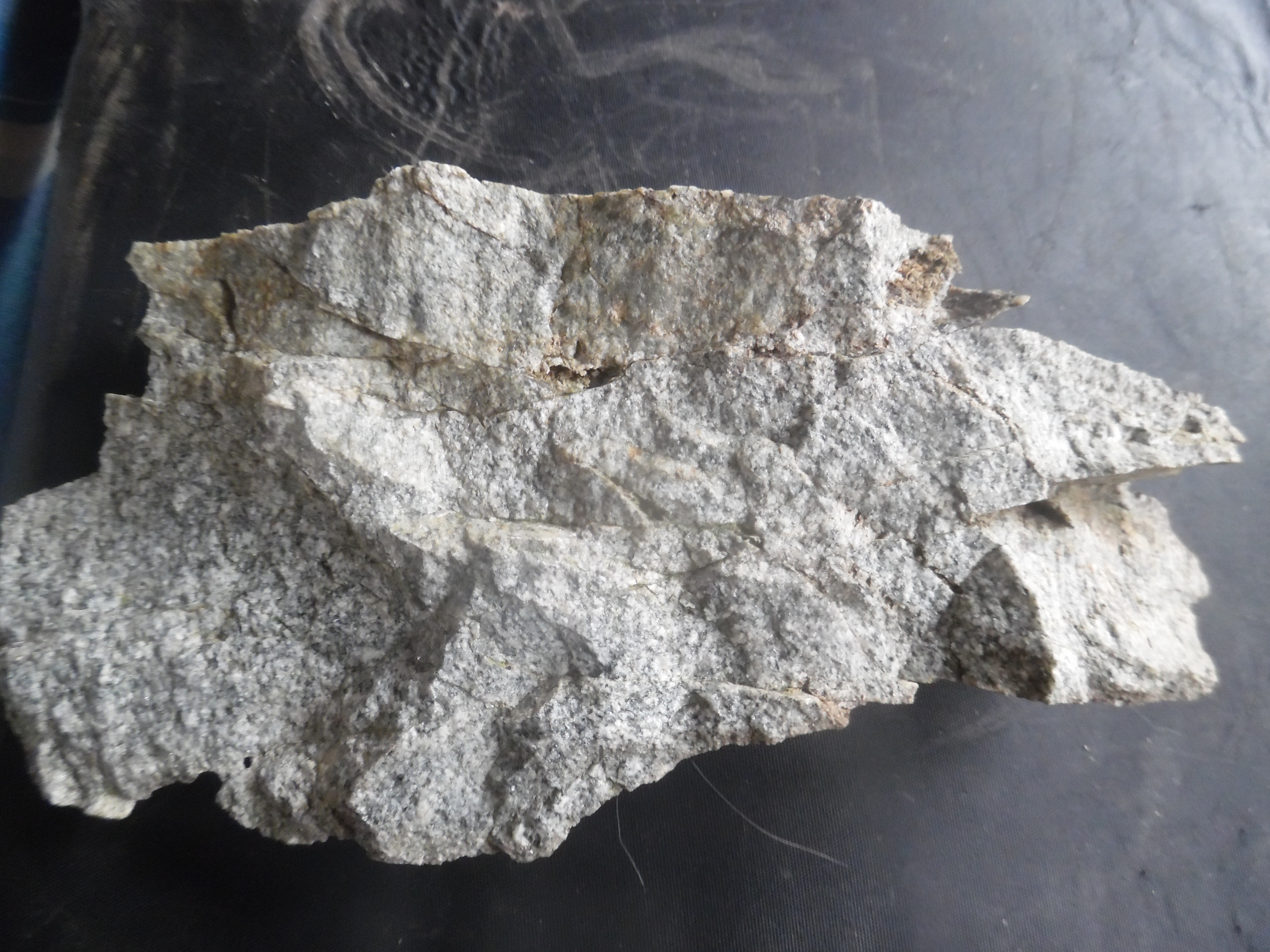
Stark zerscherte leukokrate Monzogranitfazies vom alten Steinbruch in Nexon

Der leukokrate Monzogranit (γ2M, γ3 auf dem Blatt Limoges und dem Blatt Rochechouart) bildet die Hauptmasse des Nexon-Les Cars-Granits. Es handelt sich hier um einen homogenen, fein- bis mittelkörnigen Granit (Korngröße 1 bis 3 Millimeter), der im frischen Zustand grau-bläulich gefärbt ist, jedoch beige bis gelblich verwittert. Er ist gleichkörnig und enthält als Glimmer fast ausschließlich Biotit, gelegentlich kann auch etwas Muskovit hinzutreten. Manchmal tritt auch noch eine feinkörnige Variante (fγ2M) in Erscheinung.
Seine mineralogische Zusammensetzung besteht aus:
- Quarz – 30 bis 37, meist 35 Volumenprozent
- Oligoklas – 30 bis 37, meist 36 Volumenprozent
- Alkalifeldspat (Orthoklas bzw. Mikroklin) – 19 bis 28 Volumenprozent
- Biotit – 7 bis 9, meist 8 Volumenprozent
- Muskovit – 0 bis 1 Volumenprozent
- Granat – Spuren
- Apatit – akzessorisch
- Zirkon – akzessorisch.

Der Quarz tritt in polykristallinen, mandel- bis linsenartigen Ansammlungen auf, in welchen sich die Einzelkristalle untereinander verzahnen und lamellenförmige Unterstrukturen entwickeln. Sein undulöses Auslöschen zeugt von tektonischer Beanspruchung. Der Alkalifeldspat erscheint in zwei Formen: einmal als perthitische Globen und andererseits als Zwickelfüller bestehend aus Mikroklin mit feinem Schachbrettmuster. Beim Plagioklas handelt es sich um einen hypidiomorphen Oligoklas mit typischer Albitverzwilligung, welcher Zonierung besitzt – mit An24 im Kern und An13 an den Rändern. Der braunrote Biotit, reich an Zirkoneinschlüssen, manifestiert eine diskontinuierliche und unregelmäßige Lagenbildung. Der sehr seltene Hellglimmer ist entweder primären Ursprungs mit kleinen, isoliert auftretenden, idiomorphen Kristallen oder mit polykristallinen Anhäufungen, er kann aber auch sekundär gebildet sein und dann als feine Pailletten auf den Feldspäten abgelagert sein. Apatit ist ein Akzessorium und bildet nadelförmige Einschlüsse im Alkalifeldspat. Der akzessorische Zirkon erscheint entweder als kleine Inklusionen im Biotit oder als wesentlich größere, unabhängige Einzelkristalle.

#### Subalkalischer Leukogranit

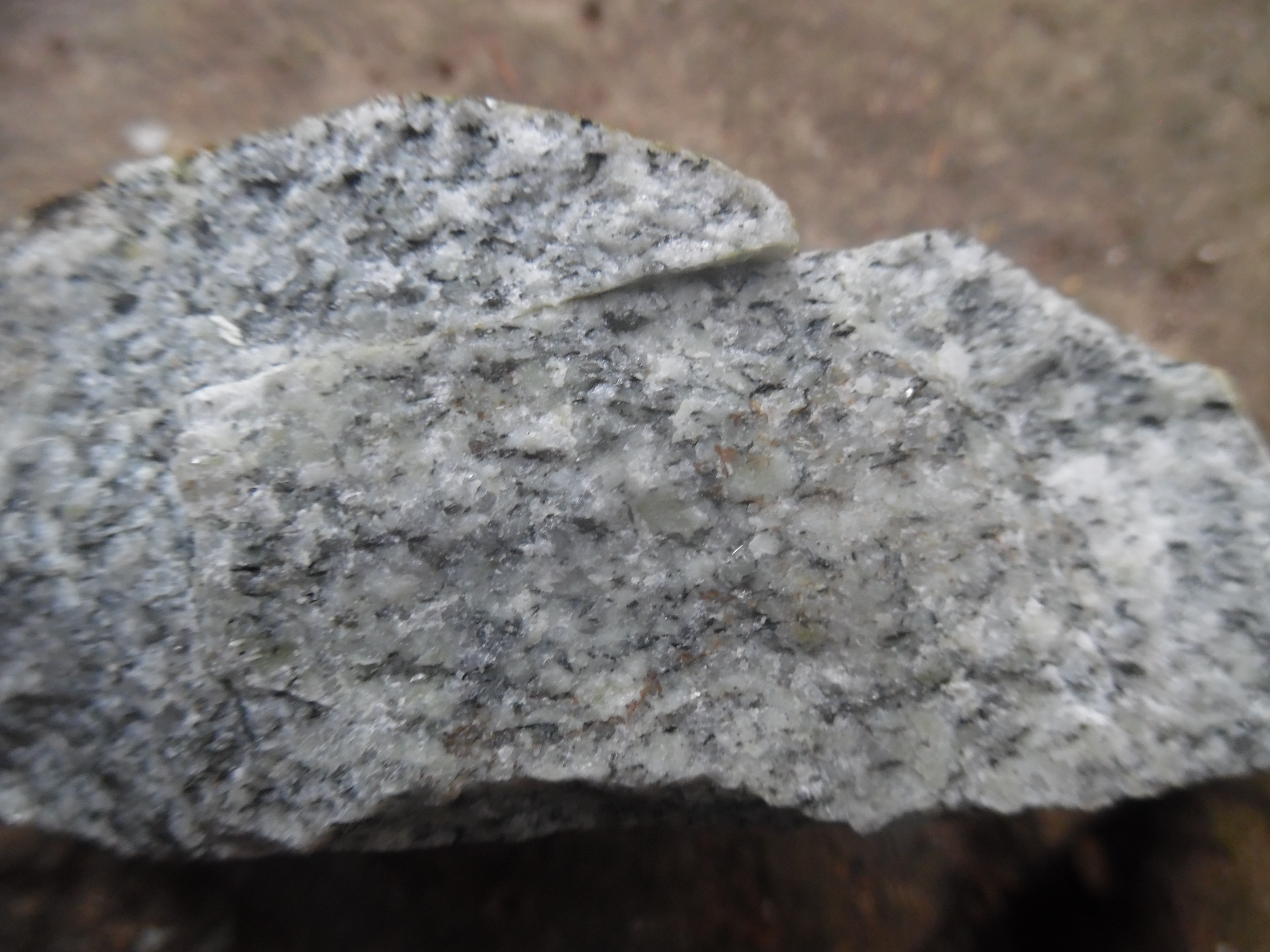
Handstück der subalkalischen Leukogranitfazies des Nexon-Les Cars-Granits aus dem alten Steinbruch in Nexon

Der subalkalische Leukogranit (γ2) unterscheidet sich vom leukokraten Monzogranit nur durch seinen höheren Muskovit- und gleichzeitig niedrigeren Biotit-Gehalt. Beide Fazies sind intim miteinander assoziiert und gehen geordnet ineinander über.

#### Alkalischer Leukogranit
Der alkalische Leukogranit (γ1) führt Muskovit und ist generell recht feinkörnig, homogen und gleichkörnig. Dieses hololeukokrate Gestein ist reich an Aluminium und Kalium. Sein Millimeter-großer Quarz liegt deformiert vor, der Oligoklas ist idiomorph, der Mikroklin ist recht häufig und oft Zwickelbilder, der Biotit ist entfärbt und der spät gewachsene Muskovit bildet große, dünne Plättchen. Während der Muskovitisation wurden Quarz und Mikroklin leicht rekristallisiert.
Der alkalische Leukogranit geht sehr allmählich in die anderen beiden Fazies über. Er bildet örtliche, grobkörnige Differentiate, die reichhaltig Quarz, Albit, allotriomorphen Mikroklin, Muskovit und Pyrit führen. Der Albit liegt als große, hypidiomorphe, deformierte Kristalle vor. Auch hier entstand der Muskovit als Spätstadium, das mit einer forcierten Rekristallisation von Feldspäten und Quarz einherging. Diese grobkörnigen Differentiate stellen einen Großteil von Gängen, Lagergängchen und anderen kleineren, diffusen Anhäufungen.

## Geochemie
Eine geochemische Analyse des Nexon-Les Cars-Granits ist bisher leider noch nicht vorgenommen worden. Petrographische und geochemische Untersuchungen durch P. Pastier konnten die verschiedenen Fazies nachweisen.
Hierbei ergab sich für die leukokrate Monzogranitfazies ein kalkalkalischer Charakter, wohingegen die beiden Leukogranitfazies eindeutig einen leuko- bis mesokraten, aluminösen Charakter an den Tag legen. Dies konnte auch mittels der Mikrosonde vorgenommenen Analysen an Biotiten bestätigt werden. So ist in den leukogranitischen Zweiglimmerfazies der Biotit reich an Aluminium und Eisen.

## Magmatische Strukturen

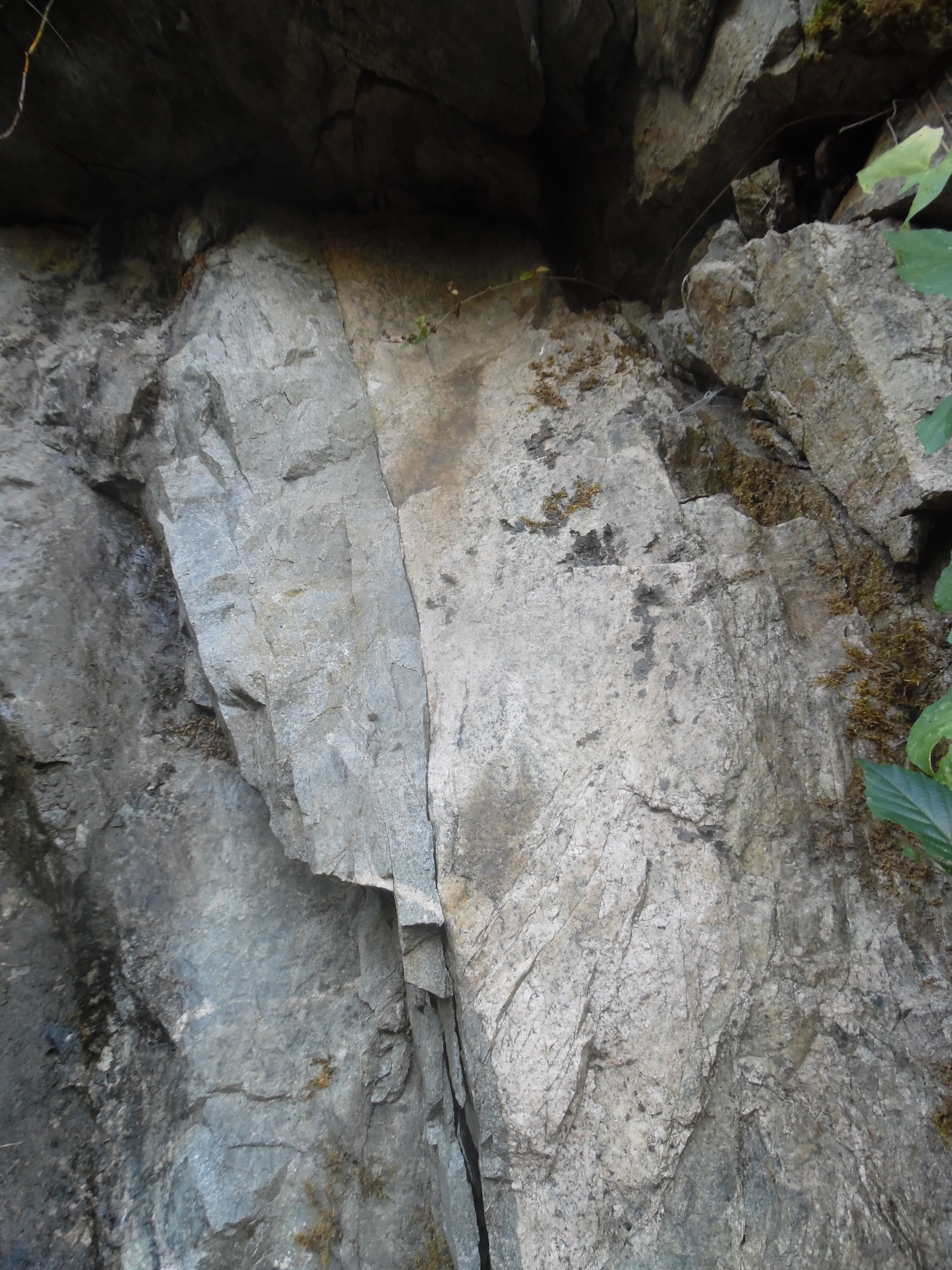
Leukokrater rosafarbener Gang (rechts) in scharfem Kontakt mit Monzogranit (links), alter Steinbruch in Nexon

Wie bereits angesprochen gibt die planare Ausrichtung der Biotite eine etwas undeutliche, magmatische Foliation zu erkennen. Spätmagmatische Bildungen sind schwach rosafarbene, leukokrate, aplitische Gänge, die mehrere Dezimeter mächtig werden und von gröberer Korngröße sein können als der Granit.

## Tektonik
Der Nexon-Les Cars-Granit wurde während des spröden Abkühlungsstadiums intensiv bruchtektonisch verformt. Eindeutig dominant sind steil stehende Brüche in Nordostrichtung (N 040 bis N 060, mit Maximum bei N 050), welche auch als linksverschiebende Seitenverschiebungen agierten. Insbesondere die von Bussière-Galant heraufziehende Bruchzone hat das Granitmassiv stark in Mitleidenschaft gezogen. Weitere Bruchrichtungen sind Nordnordwest, Nord und Nordnordost. Die Nordost-Richtung wird auch von einigen Quarzgängen (Q) in Anspruch genommen, so beispielsweise westlich von Rilhac.
Die Scherungen können sehr intensiv werden und das Gestein örtlich engmaschig durchziehen. Zu beobachten sind sehr schön ausgebildete S-C-Strukturen und Scherlinsen, sowohl im Granit als auch im leukokraten Ganggestein. Die Scherbewegungen erfolgten hierbei nicht nur in der Scherrichtung, sondern auch quer hierzu – wie an den Harnischstriemungen eindeutig zu erkennen ist. Bemerkenswert ist das Vorkommen eines aufgerollten bzw. aufgewickelten Scherkörpers, der möglicherweise das Anfangsstadium einer Taschenfalte darstellt. Häufig zu beobachten sind auch normale Verwerfungen, die oft zusammen mit den Scherbewegungen auftreten und an ihrer Harnischstriemung zu erkennen sind. Sie können sehr unterschiedliche räumliche Orientierungen aufweisen, stehen aber oft steil zu den Scherkörpern.

## Entstehung
Es darf angenommen werden, dass der Nexon-Les Cars-Granit aus zwei aufeinanderfolgenden Granitpulsen aufgebaut wurde. Beim ersten Puls besaß das Magma noch eine kalkalkalische Zusammensetzung, die jedoch im zweiten Puls zu einem peralkalischen bis alkalischen Charakter überging. Der Biotit wurde während des zweiten Pulses in seiner Zusammensetzung neu kalibriert. Der Nexon-Les Cars-Granit stellt somit eine hybride Granitassoziation dar.

## Alter
Der Nexon-Les Cars-Granit wurde bisher radiometrisch noch nicht auf sein Alter hin untersucht. Er ist auf jeden Fall jünger als die letzten metamorphen Ereignisse im Limousin und auch jünger als die Platznahme der beiden Quarzdiorite, in die er teilweise eingedrungen ist. Womöglich ist er auch jünger als die letzten Faltungen, gegenüber denen er vollkommen unabhängig wirkt und deren Züge er geradlinig durchquert. Seine sämtlichen Fazies dürften somit zu den Graniten des Namuriums und Westphaliums zu rechnen sein, welche dem Zeitraum 320 bis 290 Millionen Jahren angehören.

## Photogalerie

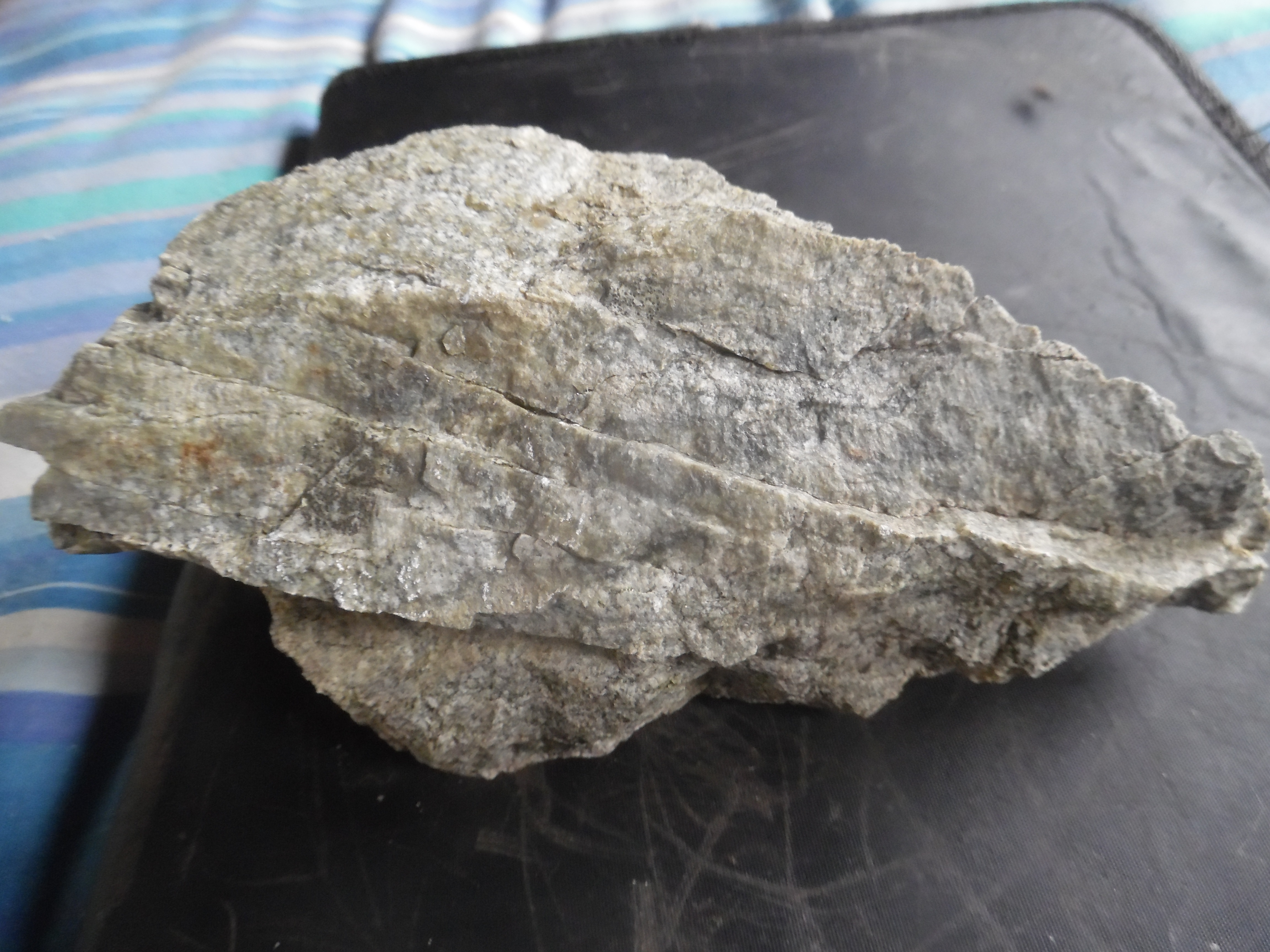
Linkshändig geschertes Handstück des Nexon-Les Cars-Granits, alter Steinbruch von Nexon. Die betrachtete Fläche stellt eine Verwerfung dar, deren schwache Harnischstriemung steil nach rechts unten zeigt.
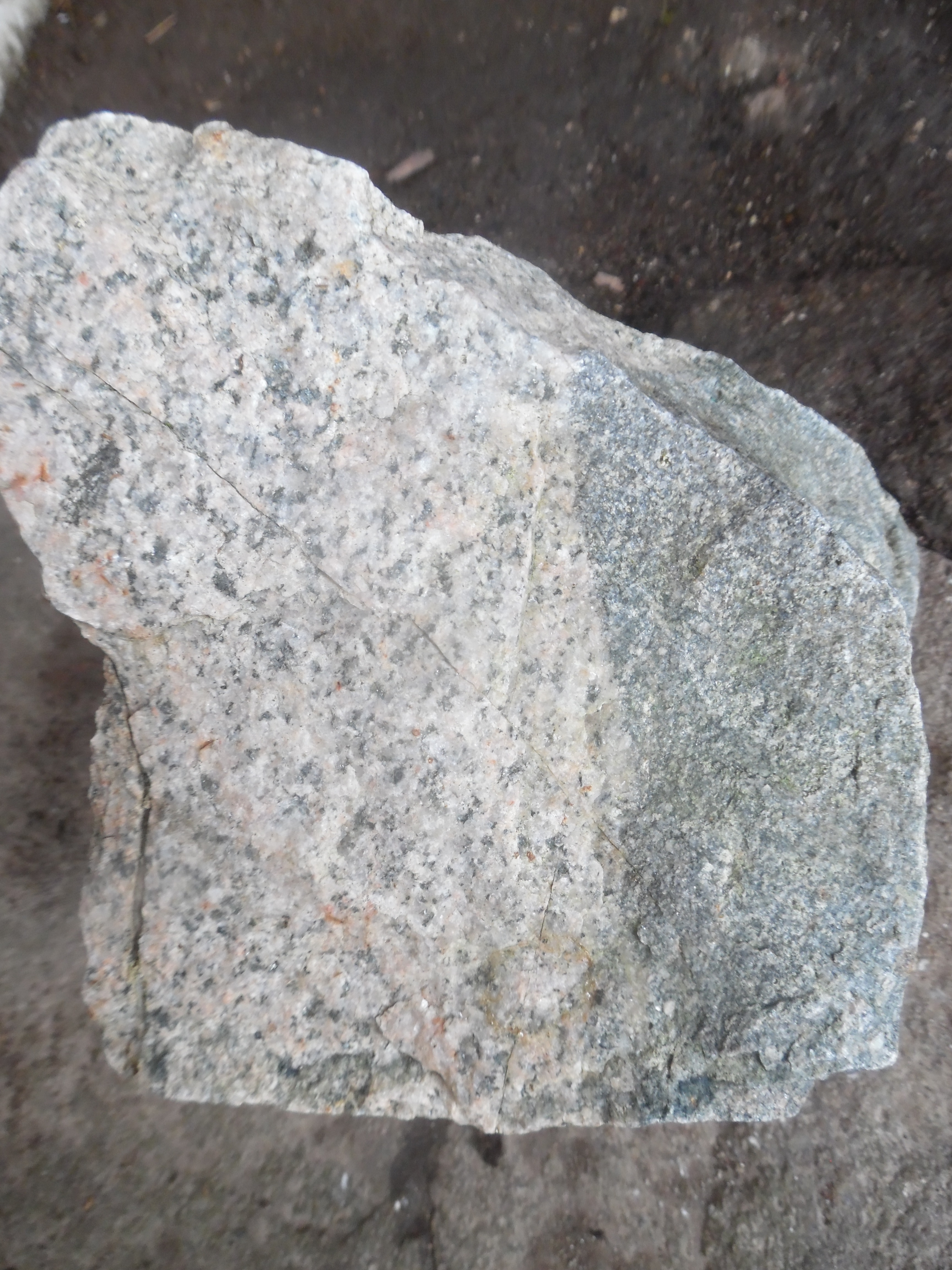
Leukokratischer Gang  (links) in scharfem Kontakt mit der Monzogranitfazies des Nexon-Les Cars-Granits (rechts)
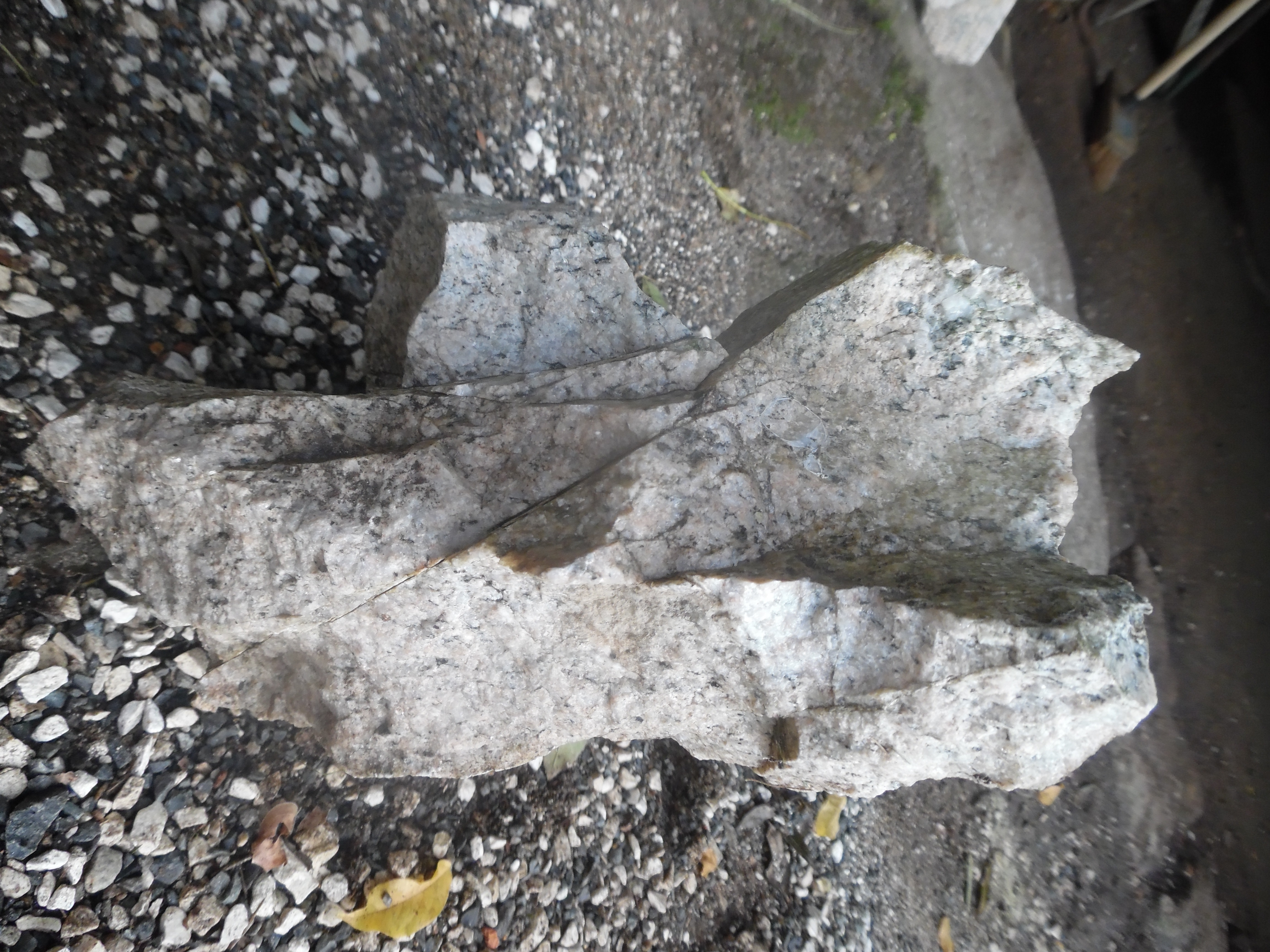
Zerscherter leukokratischer Gang
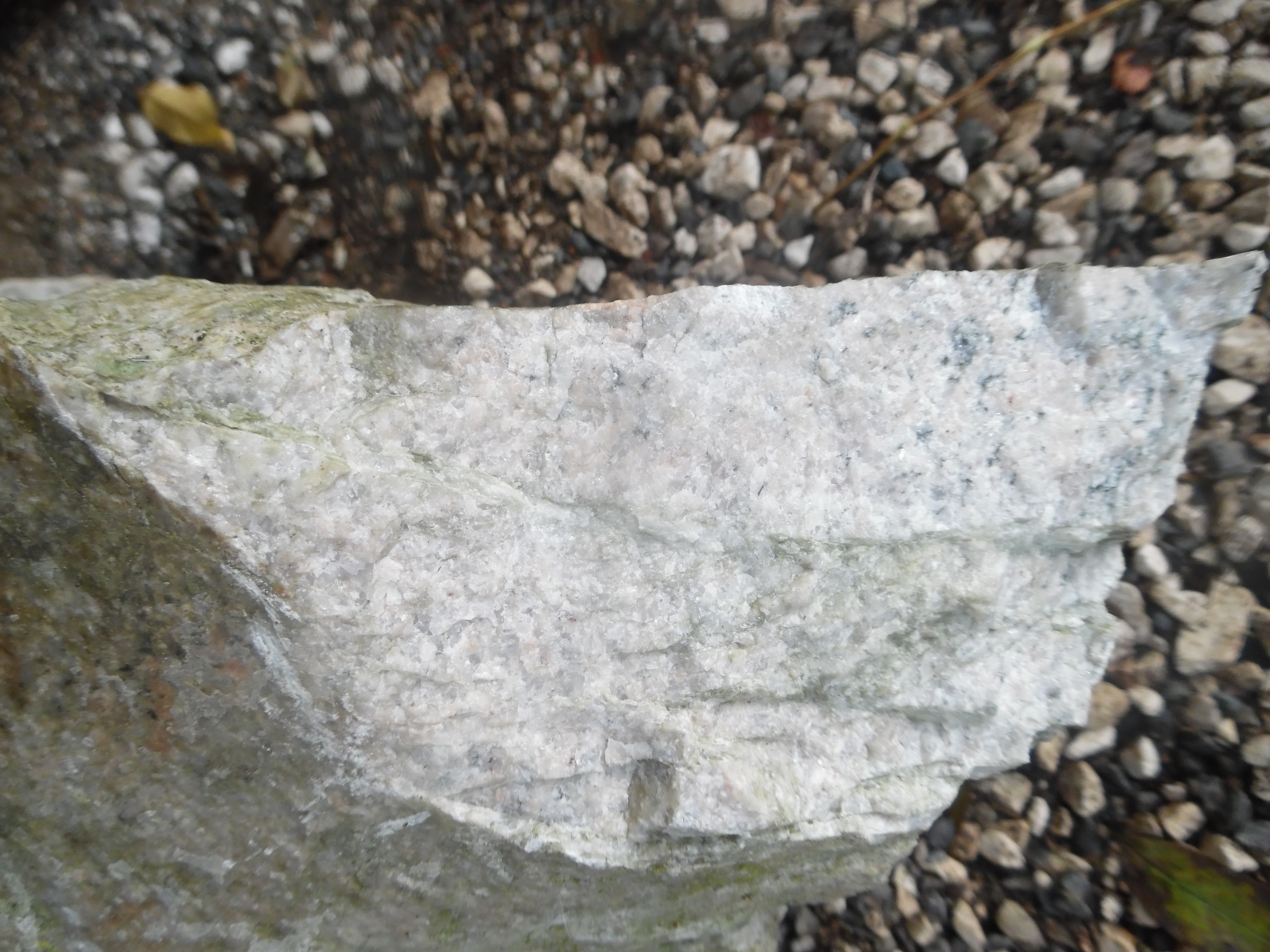
Zerschertes leukokratisches Ganggestein, die Scherflächen werden von hell olivgrünem Epidot besetzt, welcher den S-C-Charakter unterstreicht (links oben)
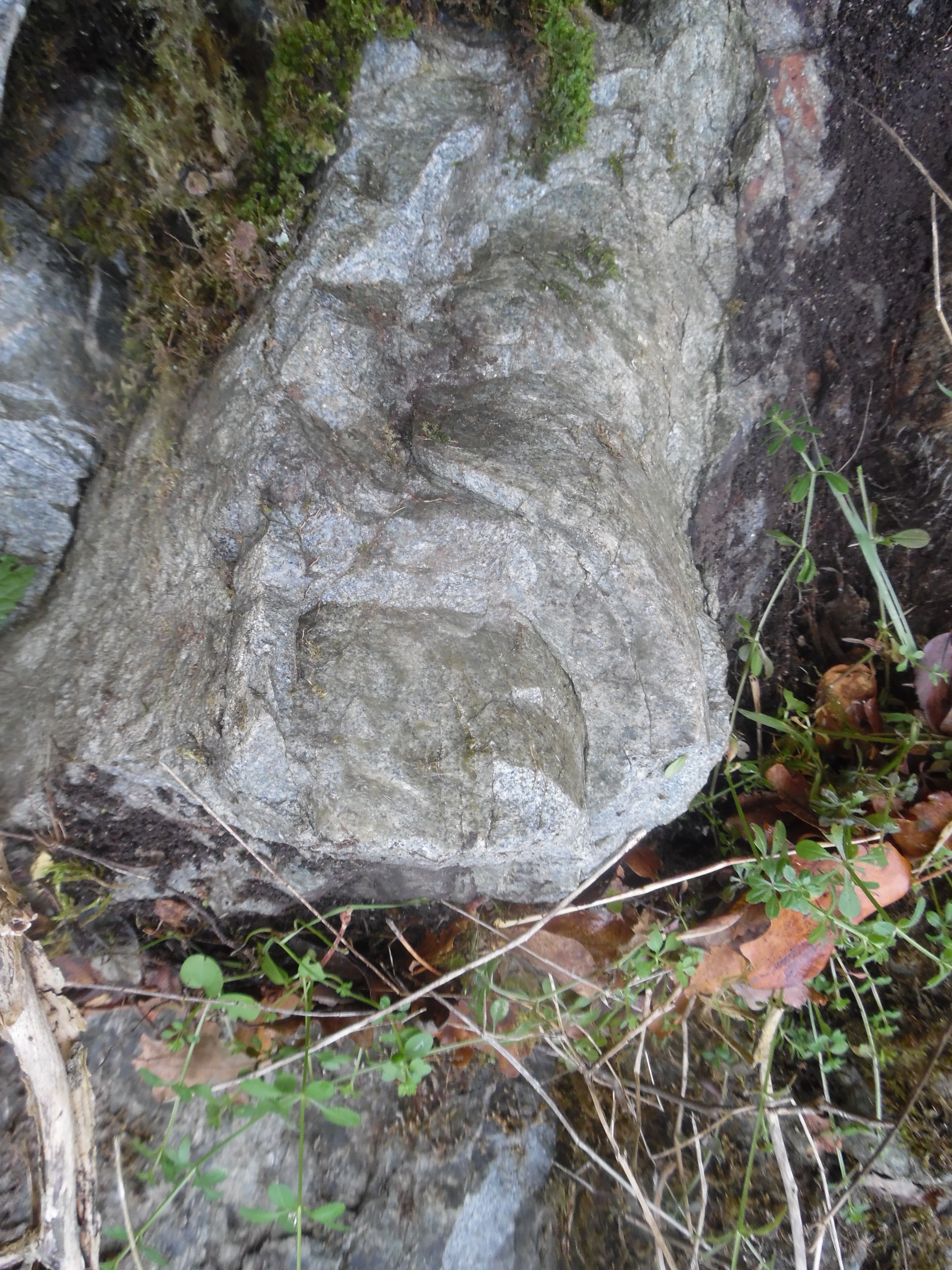
Seltsamer gerollter Scherkörper im Nexon-Les Cars-Granit, der als zylindrische Falte bzw. beginnende Taschenfalte ausgebildet ist